# Tatort: Zwei Flugkarten nach Rio
Zwei Flugkarten nach Rio ist ein Fernsehfilm aus der Fernseh-Kriminalreihe Tatort der ARD. Der Film wurde vom HR produziert und am 11. April 1976 zum ersten Mal gesendet. Es ist die 62. Folge der Tatort-Reihe und der sechste Fall für Kommissar Konrad (Klaus Höhne), der von seinem Assistenten Robert Luck unterstützt wird. Konrad und Luck ermitteln in einem Bankraub, bei dem sich mehrere Gangster in die Quere kommen.

## Handlung
Die beiden Gangster Hannes Knaab und Alex Dehn überfallen eine Bankfiliale in Frankfurt und nehmen auf ihrer Flucht einen Kunden, der zufällig gerade ein Bankschließfach geleert hatte, als Geisel im Auto mit. Sie nehmen dem Mann – Helmut Sirber alias Harry Meier – seinen Aktenkoffer ab, bevor sie ihn mit dem Auto stehenlassen und die Flucht mit einem Motorrad fortsetzen. Kommissar Konrad übernimmt, unterstützt von seinem Assistenten Luck, die Ermittlungen und wundert sich, dass sich die Geisel noch nicht bei der Polizei gemeldet hat. Die Täterbeschreibungen der Zeugen sind widersprüchlich und helfen der Polizei nicht weiter. Knaab und Dehn finden unterdessen im von Meier erbeuteten Aktenkoffer über DM 200.000 in bar und wertvollen Schmuck, der ihre eigene Ausbeute des Überfalls weit übersteigt. Luck findet heraus, dass die Geisel das Schließfach unter falschem Namen angemietet hatte und vermutet eine Komplizenschaft, was Konrad jedoch für unwahrscheinlich hält. In der überfallenen Bank wird unterdessen festgestellt, dass das Bankschließfach der Kundin Conndorf, einer Multimillionärin aus der upper class, auf unbekannte Weise geleert und die Kundin somit bestohlen wurde. Meier sucht den Schmuckhehler Lassky auf, um über diesen an die beiden ihm unbekannten Bankräuber heranzukommen, während Konrad ergebnislos im Umfeld der Bank ermittelt.
Knaab wird unterdessen euphorisch und bezahlt mit einem Ring aus der Beute eine Prostituierte. Dehn, erbost über seinen unfähigen Komplizen, erwischt die beiden noch rechtzeitig und kauft den Ring zurück. Er versucht danach, den Schmuck über Hehlerkreise abzusetzen. Unterdessen stellt ein weiterer Bankkunde fest, dass sein Schließfach ausgeplündert wurde, doch zeigt der Kunde dies nicht an. Die Bankangestellte Helga Böker, die Freundin von Meier, sucht diesen auf und berichtet ihm über den Ermittlungsstand in ihrer Bank. Die beiden hatten geplant, sich mit dem geraubten Schmuck und Bargeld nach Rio abzusetzen. Meier verspricht ihr, die Beute wiederzubesorgen. Lassky kann Meier kurz darauf einen Hinweis auf Dehns Hehler liefern, den Antiquitätenhändler Schütz. Meier plant, Dehn eine Falle zu stellen.
Eine Kollegin von Helga Böker erzählt Luck, dass diese sich einen Tag nach dem Überfall bei einem Anruf seltsam verhalten habe. Konrad, der überzeugt davon ist, dass ein Angestellter in der Bank Komplize des Schließfachräubers sein muss, nimmt die ortsansässigen Schmuckhehler unter die Lupe. Dehn wird unterdessen nervös und will den Schmuck schnellstmöglich über Schütz loswerden. Er fürchtet neben der Polizei einen Angriff Meiers und nimmt eine Waffe mit, falls die unbekannte ehemalige Geisel auftaucht. Dehn beobachtet Lassky, der vor ihm in den Laden von Schütz geht.
Er fängt Lassky vor dem Laden ab und zwingt ihn, mit ihm zu kommen. In Lasskys Wohnung befragt er diesen nach Meier und misshandelt Lassky, um etwas über deren Verbindung zu erfahren. Als Lassky ihn kurzzeitig überwältigen kann und zu seiner Waffe greifen will, erschießt ihn Dehn mit seiner Schalldämpfer-Pistole. Meier dringt unterdessen in das Penthouse von Knaab und Dehn ein, überwältigt Knaab und lässt sich von ihm das Geld aushändigen. Konrad und Luck finden wenig später Lassky tot in seiner Wohnung auf. Sie wollten ihn aufgrund seiner einschlägigen Vorstrafen über den gesuchten Schmuck befragen. Die Beamten setzen nun Schütz unter Druck und befragen ihn nach Lassky, den sie kurz vor seiner Ermordung noch bei Schütz im Laden gesehen haben. Schütz räumt ein, für die beiden Räuber zu hehlen, deren Identität sei ihm aber unbekannt. Als Dehn nach Hause kommt, erwartet ihn Meier bereits mit einer Waffe. Dehn und Meier vereinbaren einen Treffpunkt auf einem Schrottplatz, bei dem Dehn ihm den Schmuck zurückgeben will, wenn er im Gegenzug sein Geld  zurück erhielte. Als Meier auf dem Schrottplatz Dehn trifft und sie in einer Hütte ihre Beute austauschen, zerstört Knaab, der von seinem Komplizen Dehn aufgrund seiner Unfähigkeit geschasst wurde, mit einem Greifkran die Hütte und raubt dem leicht benommenen Meier den Schmuck. Meier nimmt die Verfolgung des flüchtenden Knaab auf und schafft es schließlich, ihm den Schmuck wieder abzunehmen. Der schwer verletzte Dehn macht unterdessen bei Konrad eine Aussage. Konrad lässt Helga Bröker über einen Trick wissen, dass sich die Gangster gerade gegenseitig umbrächten.
Konrad nimmt die aufgelöste Bröker fest und blufft, dass ihr Freund schwer verletzt wäre. Sie streitet jedwede Tatbeteiligung ab. Mit einem weiteren Trick bringt er Helga Bröker, die für ihren Freund ein Duplikat des Hauptschlüssels und der Schließfachschlüssel anfertigen ließ, schließlich dazu, Meier, der gerade allein mach London fliehen will, zu verraten. Nachdem die Beamten ihn nicht in dessen Wohnung antreffen, eilen sie zum Flughafen, wo sie Meier festnehmen können. Der routinierte Berufsverbrecher hatte Helga nur benutzt.
Schließlich können Konrad und Luck auch der schwerreichen Frau Conndorf ihre Schmucksammlung zurückgeben. Sie möchte ihnen zum Dank zwei Ringe schenken, was die korrekten Beamten natürlich ablehnen.

## Dreharbeiten
Der Film wurde in Frankfurt am Main und Umgebung gedreht. Die überfallene Bank liegt an den Ecke Eschersheimer Landstraße und Bockenheimer Anlage. Die Verfolgungsjagd mit Motorrad wurde u. a. am Osthafen, in der Großmarkthalle und am Römerberg gedreht, der Baustellenaufzug befindet sich am Frankfurter Dom, der damals tatsächlich eingerüstet und mit einem Bauaufzug versehen war. Die Streifenwagen der Polizei entsprechen dem ab 1975 eingeführten Schema in weiß mit grüner Beschriftung, jedoch waren die beweglichen Teile wie Türen, Motorhaube, Heckklappe noch nicht (wie einige Jahre später) in grün lackiert.

## Einschaltquoten und Besonderheiten
Diese Folge erreichte bei ihrer Erstausstrahlung einen Marktanteil von 64,00 %.
Karl-Heinz von Hassel spielt eine Nebenrolle als Bankangestellter, neun Jahre vor seinem Debüt als Kommissar Brinkmann. Franz Grothe spielt sich selbst.

## Kritik
Die Kritiker der Fernsehzeitschrift TV-Spielfilm beurteilen diesen Tatort positiv mit „Klassiker aus guten, alten ‚Tatort‘-Tagen“.